# Laurent Versini
Pour les articles homonymes, voir Versini.
Laurent Versini, né le 20 juin 1932 à Paris et mort le 19 avril 2021 dans la même ville, des suites du Covid-19,
est un professeur de littérature française, doyen honoraire de la faculté de Nancy, professeur émérite de l'université Paris-Sorbonne, spécialiste de la littérature du XVIIIe siècle et en particulier de Choderlos de Laclos, Montesquieu et Diderot. Il a été inhumé au cimetière du Père-Lachaise le 7 mai 2021.

## Biographie
Après des études à l’École normale supérieure et avoir obtenu l'agrégation, Laurent Versini écrit sa thèse sous la direction de Jean Fabre, puis enseigne à la Faculté des lettres de Nancy, avant d'être nommé à la Sorbonne. Ses travaux s'orientent vers la littérature du XVIIIe siècle dont il devient un spécialiste et un éditeur important.

## Publications

### Diderot
- Diderot alias Frère Tonpla, Hachette, 1996.
- « Aphorisme et ironie : l’exemple de Diderot et Montesquieu », in Configurazioni dell’aforisma : ricerca sulla scritura aforistica, Corrado Rosso (éd.), Bolonia, CLUEB, 2000, t. 3, p. 89-100.
- « Ovide inspirateur de Montesquieu et de Diderot », in Cahiers de l’Association internationale des études françaises, 2006, 58, p. 329-339.

Éditions
- Diderot : œuvres, Paris, Laffont, 1994-1995, 5 vol.

### Montesquieu[3]
Essais
- « Le traité du bonheur de Montesquieu », in La quête du bonheur et l’expression de la douleur : mélanges offerts à Corrado Rosso, Genève, Droz, 1995, p. 53-59.
- « L’humour de Montesquieu », in Les Styles de l’esprit : mélanges offerts à Michel Lioure, Clermont-Ferrand, Association des publications de la Faculté des Lettres et Sciences humaines, 1997, p. 105-112.
- « Sources vraies et fausses de L’Esprit des lois », in : Colloque de Bordeaux, Burdeos, 2000, p. 101-110.
- Baroque Montesquieu, Ginebra, Droz, 2004.
- « Montesquieu et le grand homme », in Travaux de littérature, 2005, n° 18, p. 255-270.
- « Liberté, justice et modération dans la pensée de Montesquieu », in Montesquieu, la justice, la liberté, 2007, p. 91-100.
- « Christianisme de Montesquieu », in Chr. Mervaud et J.-M. Seillan (dir.), Philosophie des Lumières, valeurs chrétiennes : hommage à Marie-Hélène Cotoni, París, L’Harmattan, 2008, p. 93-104.
- « Montesquieu, une spiritualité post-tridentine », in ADIREL, La Spiritualité des écrivains, 2008, n° 21, p. 191-204.
- « Montesquieu face au monde musulman : une remise à jour », in Travaux de littérature, 2010, n° 23, p. 129-141.
- « Les rendez-vous de Montesquieu avec le Diable », in Revue d’histoire littéraire de la France, 2012 (vol. 112), n° 4, p. 943-948.
- « Montesquieu face à la mort », in Travaux de littérature, 25, 2012, p. 237-245.
- « Variations sur le relativisme de Montesquieu », in Luc Fraisse (dir.), Séries et variations. Études littéraires offertes à Sylvain Menant, Paris, PUPS, 2010, p. 149-159.
- « Utopie et robinsonnade chez Montesquieu », in Marie-Françoise Bosquet, Serge Meitinger et Bernard Terramorsi (dir.), Aux confins de l’ailleurs. Voyage, altérité, utopie : hommages offerts au professeur Jean-Michel Racault, Paris, Klincksieck, 2008, p. 221-229.
- « Montesquieu et la hantise de la décadence », inÉtudes sur le XVIIIe siècle (vol. XXXIV), 2006, p. 11-22.
- « Montesquieu romancier », in Louis Desgraves (dir.), La Fortune de Montesquieu. Montesquieu écrivain : actes du Colloque international de Bordeaux (18-21 janvier 1989), Bibliothèque municipale de Bordeaux, 1995, p. 247-257.
- « Musique et politique chez Montesquieu », in Gérard Ferreyrolles et Laurent Versini (dir.), Le Livre du monde, le monde des livres : mélanges en l’honneur de François Moureau, Paris, Presses de l’université Paris-Sorbonne, 2012, p. 303-310.

Éditions
- Montesquieu, De l'esprit des lois, Folio essai, 1995,  (ISBN 978-2070328994), 2 vol.

### Laclos
- Laclos et la tradition : essai sur les sources et la technique des “Liaisons dangereuses”, Klincksieck, 1968.
- Le Roman le plus intelligent : “Les Liaisons dangereuses” de Laclos, Paris, Honoré Champion, 2000,  (ISBN 9782852039278), 221 p.

Éditions
- Choderlos de Laclos : œuvres complètes, Paris, Gallimard, 1979, coll. La Pléiade.

### Ouvrages
- Le roman épistolaire, PUF, 1979.
- Roman et Lumières, Euredit, 2013  (ISBN 9782848301747)
- Le XVIIIe siècle, littérature française, Presses universitaires de Nancy, 1988.
- Charles Duclos, Les Confessions du Comte de ***, édition de Laurent Versini, Desjonquères, 1992,  (ISBN 9782904227653).
- Le livre du monde et le monde des livres : mélanges en l'honneur de François Moureau, Presses universitaires Paris-Sorbonne, 2012  (ISBN 9782840508779), 1167 p.
- Jean Mourot, Stendhal et le roman (préface de Laurent Versini), Presses universitaires de Nancy, 1991.
- Encyclopédie illustrée de la Lorraine. Tome 2, La vie intellectuelle, Presses universitaires de Nancy, 1993  (ISBN 9782864803140).
- Laurent Versini, Henri-Jean Martin, Marguerite Boulet-Sautel et alii, Malesherbes : actes du colloque du 6 avril 1994 au Grand amphithéâtre de la Sorbonne, Centre culturel du Panthéon, 1965.
- Le Décadent : revue littéraire bimensuelle, 2e série, du numéro 1 au numéro 35, 1887-1889, édition en fac-simile.

## Distinctions
- Chevalier de la Légion d'honneur
- Chevalier de l'ordre national du Mérite
- Commandeur de l'ordre des Palmes académiques